# Szczelina w Ciemniaku
Szczelina w Ciemniaku (Studnia w Ciemniaku) – jaskinia w Dolinie Kościeliskiej w Tatrach Zachodnich. Wejście do niej znajduje się w Wąwozie Kraków, na północno-zachodnim stoku Ciemniaka opadającym w stronę Twardej Kopy, na wysokości 2047 m n.p.m. Długość jaskini wynosi 27 metrów, a jej deniwelacja 19 metrów.

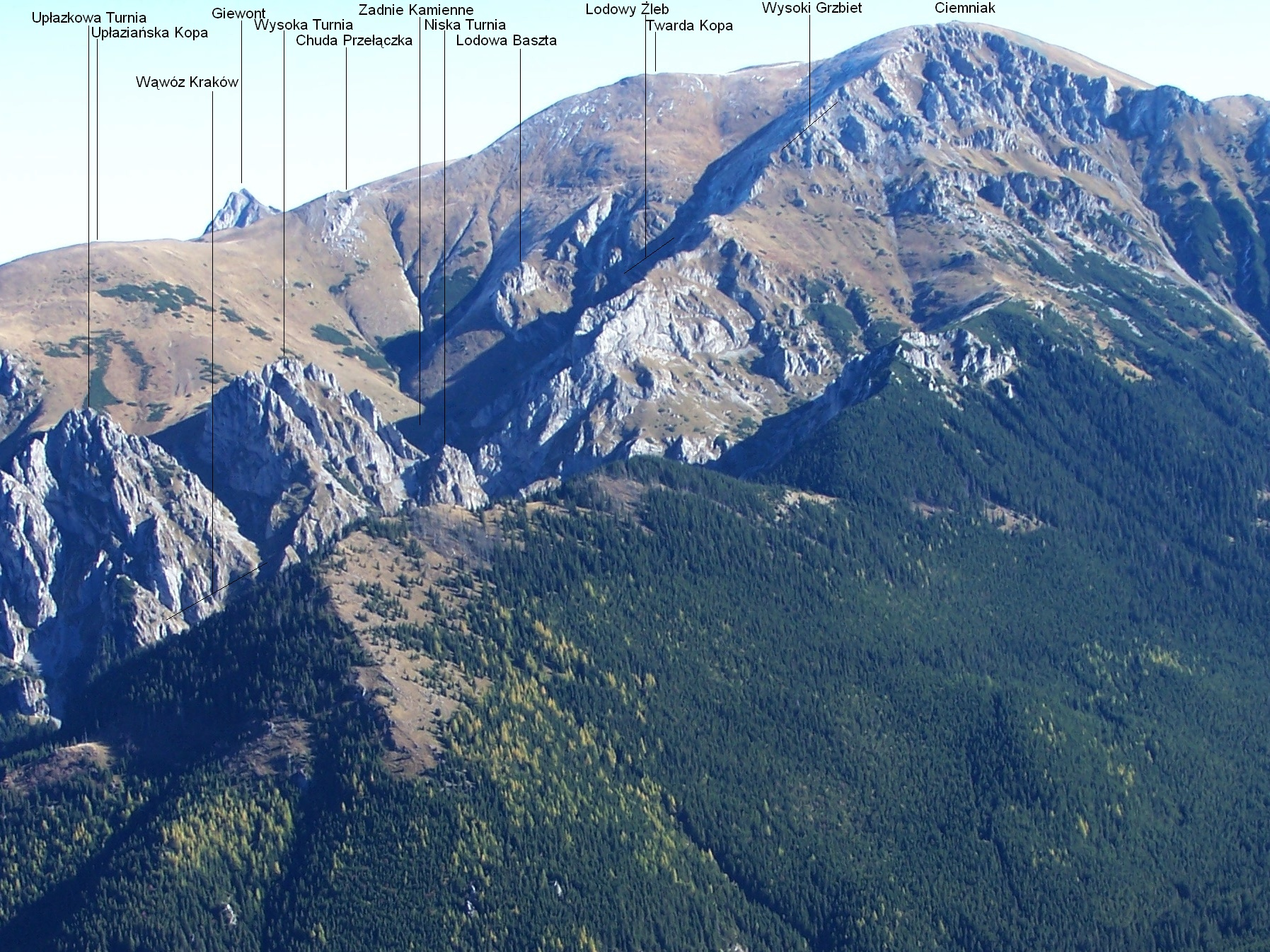
Ciemniak i Twarda Kopa

## Opis jaskini
Jaskinię stanowi schodząca stromo w dół szczelina bez żadnych większych odgałęzień. Idzie się nią od otworu wejściowego, położonego w niewielkim leju krasowym, do 5-metrowej pochyłej studzienki, dalej w dół do zacisku, gdzie odchodzi w bok krótki korytarzyk. Ciąg główny idzie natomiast przez kilka prożków nadal stromo w dół i po 16 metrach kończy się zawaliskiem.

## Przyroda
Ściany jaskini są mokre. W studzience rosną glony, porosty, mchy i paprocie.

## Historia odkryć
Jaskinia była prawdopodobnie znana od dawna, choć nie ma nigdzie wzmianek na jej temat. W ramach inwentaryzacji jaskiń tatrzańskich jej opis i plan sporządziła w 1994 roku I. Luty przy współpracy J. Pośpiech.